# Эппенштайн
Эппенштайн (нем. Eppenstein) — коммуна в Австрии, в федеральной земле Штирия. 
Входит в состав округа Юденбург.  Население составляет 1364 человека (на 31 декабря 2005 года). Занимает площадь 57,53 км². Официальный код  —  6 08 03.

## Достопримечательности
- Замок Эппенштайн

## Политическая ситуация
Бургомистр коммуны — Хельмут Маурер по результатам выборов 2005 года.
Совет представителей коммуны (нем. Gemeinderat) состоит из 15 мест.
- АНП занимает 10 мест.
- СДПА занимает 5 мест.